# Blauwe zonlibel
De blauwe zonlibel (Urothemis edwardsii) is een libellensoort uit de familie van de korenbouten (Libellulidae), onderorde echte libellen (Anisoptera).
De soort staat op de Rode Lijst van de IUCN als niet bedreigd, beoordelingsjaar 2008.
De wetenschappelijke naam Urothemis edwardsii is voor het eerst geldig gepubliceerd in 1849 door Selys.